# Schweiz' historie
Schweiz' historie har en særstilling i Europas historie i og med landets centrale, men alligevel isolerede placering i Alperne.
Staten Schweiz' egentlige historie begyndte først i 1848, da landets nye forfatning blev fastslået, men det område, som dagens Schweiz ligger i, har en langt ældre historie. Tiden før 1291 er den forhistoriske tid, da området var beboet af keltisksprogede folk, som kom i kontakt og i konflikt med Romerriget. I tidlig middelalder blev området underlagt Frankerriget. Dagens Schweiz har tre forgængere fra historisk tid. I 1291 opstod det gamle edsforbund, en løs sammenslutning af forskellige landområder, som blev grundlagt af kantonerne Uri, Schwyz og Unterwalden, og blev sammenholdt af en fredsaftale, som gav selvstyre i forhold til det tysk-romerske rige. Dette område øgedes gradvis, og 1648 fik området gennem Freden i Westfalen international suverænitet. De to sidste forgængere er Den helvetiske republik (1798 – 1803) og Det midterste edsforbund (1803 – 1848). Dagens Schweiz fik sin endelige udformning i 1815.

## Tidlig historie
Arkæologiske fund antyder, at jægere og samlere allerede var bosat i lavlandene nord for Alperne i slutningen af palæolitisk tid og ved neolitisk tid var området relativt tæt beboet. De ældste spor af bopladser tilhører Moustérienkulturen, og i de grotter, som datidens mennesker boede i, er der fundet 50.000 år gamle trækulsrester. Der er også dokumenteret jagt på rensdyr i den samme kultur i ældre stenalder. Parallelt med den yngre stenalder spredte Rössenkulturen sig i nord og Cortaillodkulturen i det centrale Schweiz samt i den vestlige del. Derefter kom Horgenkulturen.
Rester af pilespidse fra bronzealderen er fundet fra så tidligt som 3800 f.Kr. i de lavvandede områder i mange indsøer. Omkring 1500 f.Kr. bosatte keltisksprogede stammer sig i området. Raetere, som måske var beslægtet med etruskerne fra Italien, levede i den østlige region, mens de vestlige regioner var besat af helvetiierne. Sidstnævnte er beskrevet af Julius Cæsar i hans beretninger om gallerkrigene i De Bello Gallico. En vigtig kulturgruppe var La Tène-kulturen, opkaldt efter et opdagelsessted i nærheden af Neuchâtelsøen. Kulturen blev etableret en gang i 600-tallet f.Kr., og sporene forsvinder en gang i 50-tallet f.Kr., cirka på samme tid som Romerriget besatte Gallien.
I år 58 f.Kr. forsøgte helvetierne at undvige presset fra indvandrende germanske stammer ved selv at flytte ind i Gallien, men blev besejret ved Bibracte af Julius Cæsars hær og derefter sendt tilbage. Alperegionen blev underlagt Romerriget og blev omfattende romaniseret i de næste århundreder. Centeret for den romerske administration lå i Aventicum (Avenches). I år 259 e.Kr. gik nye germanske stammer, alemannerne, ind over den romerske grænse mod nord, Limes Germanicus, og bosatte sig på schweizisk område.
De første kristne bispedømmer blev grundlagt i 300-tallet. Da Romerriget faldt, gik nye germanske stammer ind i området. Burgundere bosatte sig i vest, mens alemannerne pressede den tidligere keltisk-romerske befolkning langt ind i bjergområderne. Burgunderne kom til at tilhøre Frankerriget i 534; to år senere fulgte alemannerne. I disse områder var der kun isolerede kristne lommer, som fortsatte at eksistere indtil irske munke genetablerede den kristne tro i 600-tallet.
Under karolingiske konger blev det feudale system udbredt, og klostre og bispesæder blev vigtige baser for dets opretholdelse.
I 900-tallet forfaldt karolingernes styre, og saracenere (muslimske røverbander) var i stand til at hærge Wallis i Schweiz. I 917 kom ungarere østfra og ødelagde Basel og derefter den vigtige bispeby Sankt Gallen i 926. Først efter at kong Otto den Store havde besejret ungarerne i år 955 i Lechfeldslaget, blev de schweiziske områder genforenet med riget.
I 1100-tallet fik hertugerne af Zähringen autoritet over de dele af Burgund, som svarede til den vestlige del af vore dages Schweiz. De grundlagde mange byer, bl.a. Fribourg i 1157 og Bern i 1191. Dette tyske fyrstehus gik da under Berthold 5., hertug af Zähringen, døde i 1218, og fyrstehusets byer blev derefter reichsfrei (en feudal rettighed, hovedsagelig for bystater indenfor det tysk-romerske rige), mens hertugerne af Kyburg fra kantonen Zürich stredes méd Huset Habsburg om kontrollen med landbrugsområderne i hertugerne fra Zähringens tidligere besiddelser.
Under Huset Hohenstaufen fik alpepassagerne i Raetia og St. Gotthard-passet stor betydning. Den sidstnævnte blev specielt en vigtig, direkte rute gennem bjergene. Kantonerne Uri (i 1231) og Schwyz (i 1240) blev i henhold til Reichsfreiheit givet direkte kontrol over bjergpassene. Det meste af området Unterwalden tilhørte på denne tid klostre, som tidligere var blevet reichsfrei.
Da Huset Kyburg gik til grunde, gav det huset Habsburg mulighed for at bringe det meste af området syd for floden Rhinen under sin kontrol, og det øgede dets magt. Rudolf 1. af Tyskland, som blev tysk-romersk kejser i 1273, afskaffede statussen reichsfrei, som var givet til "skovkantonerne" Uri, Schwyz, og Unterwalden. Disse mistede således deres uafhængighed og blev styret af fogeder.

## Det gamle edsforbund (1291–1523)
I 1291 konspirerede kantonerne Uri, Schwyz, og Unterwalden mod habsburgerne. De gik sammen i et forbund, kernen i det gamle schweiziske edsforbund, som er nedtegnet i forbundscharteret, et dokument som sandsynligvis blev skrevet efter, at de kom til enighed en gang i 1300-tallet. Ved slagene ved Morgarten i 1315 og Sempach i 1386 besejrede schweizerne habsburgernes hær, og edsforbundet fortsatte indenfor det tysk-romerske rige.
Ved 1353 var de tre oprindelige kantoner blevet udvidet med kantonerne Glarus og Zug og bystaterne Luzern, Zürich og Bern, og det førte til, at det gamle edsforbund bestod af otte stater, som fortsatte som før gennem det meste af 1400-tallet. Zürich blev udelukket fra forbundet i løbet af 1440-tallet på grund af en konflikt om området Toggenburg, et område nord for Sankt Gallen. Den traditionelle rækkefølge, som kantonerne i Schweiz bliver anført i, reflekterer dette. De otte "gamle kantoner" står først sammen med bystater fra de grundlæggende kantoner, fulgt af de kantoner som indgik forbundet efter 1481, anbragt i historisk rækkefølge.

### Reformationen
Synoden i Basel fra 1431 og etableringen af byens universitet i 1460, gjorde den til center for filosofi og humanisme. Basel tiltrak intellektuelle berømtheder som Erasmus af Rotterdam, hvilket skulle lægge kimen til den schweiziske reformation. En af Erasmus' elever var Ulrich Zwingli, som efter den katolske kirkes opfattelse var kommet for langt væk fra Bibelens lære.
I 1518 blev Zwingli valgt til præst i Grossmünster i Zürich. I begyndelsen af 1520'erne satte han gang i den schweiziske reformation og fik hurtigt støtte fra indbyggerne og det politiske styre. Dette førte til store forandringer i byens styrelse. Reformationen spredte sig til fem andre kantoner, mens de sidste fem kantoner holdt fast i den katolske tro. Dette førte til borgerkrige i 1529 og 1531, hvor Zwingli faldt på slagmarken.
Reformationen førte til store omvæltninger i kirkelivet. Kirkens ejendomme blev beslaglagt til fordel for verdslige myndigheder, samtidig med at Bibelen blev oversat til tysk og kirkens ritualer blev indskrænket. Samtidig blev lejesoldater forbudt i de reformerte kantoner. Senere udviklede Jean Calvin reformationen videre, og Schweiz blev herefter et fristed for franske Hugenotter og andre protestanter, som flygtede fra undertrykkelse. Dette førte en stor økonomisk og kulturel udvikling med sig.
Under Trediveårskrigen var Schweiz relativt fredeligt og stabilt, særlig på grund af at de europæiske stormagter var afhængig af schweiziske lejesoldater. Graubünden, der endnu ikke var med i konføderationen, deltog imidlertid i krigen fra 1620. Dette førte til at området Valtellina blev tabt i 1623.

## Ancien Régime
Ved den westfalske fred i 1648 anerkendte stormagterne Schweiz' uafhængighed af det Tysk-romerske Rige.
I perioden der senere er blevet kendt som Ancien Régime, blev magten i højere og højere grad koncentreret omkring nogle få store familier i hver kanton, som satte de valgte byråd ud på en sidelinje. Det autoritære styre førte til flere oprør. "Den schweiziske bondekrig" opstod som følge af en devaluering i Bern i 1653, og spredte sig hurtigt til andre kantoner. Oprøret blev efterfølgende slået ned, men frygten for nye opstande gjorde at magthaverne satte gang i en række reformer.
I et længere perspektiv førte bondekrigen til at Schweiz undgik enevældet, som satte igennem med fuld styrke andre steder i Europa. Trods dette var der store forskelle mellem styreformerne i kantonerne på denne tid. I Bern fortsatte det autoritære styre, mens landkantonerne var relativt demokratiske, hvor vigtige sager blev afgjort ved folkemøder, hvor alle voksne mænd havde stemmeret. Andre byer som f.eks. Basel blev styret af de store lav.
1700-tallet var præget af en voksende industrialisering, hvor Schweiz bl.a. blev kendt for sine urmagere og sin metallurgiindustri. Tekstilindustrien voksede også hurtigt, og i slutningen af 1700-tallet var hele 25 procent af arbejdsstyrken beskæftiget i industrivirksomheder.

## Den helvetiske republik
På trods af økonomisk magt var Schweiz dårligt rustet til at stå imod urolighederne i kølvandet på Den Franske Revolution. De schweiziske alpepas og handelsruterne var vigtige for Frankrig, og efter at Napoleon Bonaparte havde erobret Italien, satte han kursen nordover i foråret 1798. Bern faldt i marts måned, hvilket skulle blive slutningen på den schweiziske føderation.
Under fransk beskyttelse blev "Den Helvetiske Republik" etableret, og selv om denne kun skulle eksistere i fem år, introducerede den radikale reformer. Den nye grundlov gav indbyggerne mange nye rettigheder og var baseret på den radikale franske grundlov. Schweiz fik en ny  centraliseret styreform, hvilket mødte protester fra mange kantoner, som var vant til en stor autonomi. Dette førte til en borgerkrig, hvilket fik Napoleon til at intervenere og genoprette det lokale selvstyre. Kantonerne blev samtidig tvunget i en alliance med Frankrig, og tusindvis af schweizere kom i Napoleons armé.
Efter Napoleons fald blev der foretaget nogle grænsejusteringer på Wienerkongressen, men Schweiz kom relativt godt ud af forhandlingerne. Selv om enkelte områder måtte afstås til Østrig, blev det kompenseret ved at Wallis, Neuchâtel og Genève kom med i føderationen. Samtidig garanterede de europæiske stormagter for Schweiz' neutralitet.

## Det moderne Schweiz opstår
Efter afslutningen af Napoleonskrigene kom Schweiz ind i en periode præget af stor økonomisk vækst. Nye metoder i landbruget øgede fødevareproduktionen drastisk, samtidig med at tekstilindustrien blev mekaniseret. I denne periode begyndte også de første turister at besøge Schweiz, særligt fra England.
1830-revolutionen i Frankrig inspirerede til krav om en ny og liberal konstitution. I en del kantoner måtte de styrende klasser give efter, selv om de konservative holdt stand flere steder. En ny grundlov blev udformet, men en øget polarisering mellem kantonerne gjorde, at den aldrig blev vedtaget. Urolighederne blussede op igen i 1840'erne, og i 1847 endte stridighederne i en egentlig borgerkrig. Borgerkrigen varede imidlertid kun 25 dage, og de katolske konservative kantoner tabte klart. I 1848 blev der derfor vedtaget en ny grundlov, der i hovedtræk fortsat er gældende. Kantonerne fik igen et omfattende selvstyre, og et nyt føderalt parlament blev oprettet efter forbillede fra den amerikanske kongres. Bern blev valgt til ny hovedstad, og kantonerne koordinerede vigtige områder som postvæsen, toldsatser og udenrigspolitik.
I 1847 åbnede landets første jernbanelinje mellem Zürich og Baden. Al jernbaneudbygning skete i privat regi, hvilket førte til, at Schweiz allerede i 1876 havde et stort men lidet samordnet jernbanenet på hele 2.000 kilometer. I 1898 blev det ved en folkeafstemning vedtaget at nationalisere jernbanerne, og i 1902 blev Schweizerische Bundesbahnen dannet. Vigtige tunneler stammer også fra denne tid, blandt andet Gotthardtunnelen, som gjorde det gamle Skt. Gotthard-pas overflødigt.

## Verdenskrigene
Det lykkedes Schweiz at holde sig neutral inden 1. verdenskrig, men krigen førte til gnidninger mellem de tysktalende og fransktalende dele af landet. Samtidig blev arbejderklassen mobiliseret til neutralitetsvagt, men uden økonomisk kompensation. For erhvervslivet gik krigen imidlertid bedre, da øgede priser på verdensmarkedet og store eksportmuligheder til Tyskland og Frankrig gjorde, at handelsbalancen hurtigt ændrede sig i schweizernes favør.
I november 1918 førte situationen til arbejderopstande flere steder i landet. Regeringen, der var bekymret for en revolution som i Rusland, indsatte loyale tropper fra bondestanden. Oprøret blev slået ned, men førte til dyb mistillid mellem bønder og arbejdere i generationer fremover. Nogle af arbejdernes krav blev imidlertid taget til følge, og der blev indført 48-timers arbejdsuge og et proportionalt valgsystem.
Depressionen skabte store problemer i Schweiz, da industrieksporten blev lammet. Samtidig spredte bankkrisen sig til landet, og arbejdsløsheden nåede nye højder. I modsætning til nabolandene førte krisen imidlertid ikke til større tilslutning til ekstremistiske partier, blandt andet fordi arbejdsgivere og fagforeninger gik sammen for at løse krisen. Dette førte til en social stabilitet, som ikke gav kommunister og fascister de samme muligheder som i blandt andet Tyskland.
Efterhånden som de totalitære nabolande begyndte at føre en aggressiv udenrigspolitik uden at vestmagterne så ud til at reagere, begyndte schweizerne at skabe et godt forhold til Hitler og Mussolini. Schweiz var det første land der anerkendte Italiens anneksion af Etiopien og Francos regering i Spanien. Den tyske Anschluss af Østrig fik imidlertid Schweiz til at gå tilbage til neutralitetslinjen. Samtidig begyndte Schweiz at opruste forsvaret, da selv de forsvarsskeptiske socialdemokrater så de truende farer.
Efter Frankrigs fald i 1940 var Schweiz fuldstændig omgivet af Tyskland og tyskallierede. Stærke kræfter i schweizisk politik var parat til at "indse realiteterne" og samarbejde med de da tilsyneladende uovervindelige tyskere. Men militæret under ledelse af Henri Guisan ville det anderledes. På kort tid fik Schweiz bygget et netværk af bjergfæstninger, og store mængder ammunition og våben blev deponeret i Alperne. Ideen var at afskrække Tyskland fra invasion, hvilket lykkedes for schweizerne. Samtidig tjente både Tyskland og Schweiz på handel under krigen, hvilket også gjorde, at Hitler ikke havde grund til at invadere Schweiz. I eftertiden har Schweiz fået meget kritik for sin handel med Nazi-Tyskland, da betalingen ofte skete med guld røvet fra okkuperede centralbanker og til en vis grad fra koncentrationslejrfanger.

## Efterkrigstiden
Efter krigen var flere allierede lande skeptiske overfor Schweiz på grund af handelen med Tyskland. I 1946 blev Schweiz af de vestallierede, og særligt USA, tvunget til at tilbagebetale 250 mio. francs til de okkuperede centralbanker. Schweiz valgte at stå uden for FN indtil 2002 hvor landet blev medlem, dog holder Schweiz stadig linjen med streng neutralitet.
I 1959 indførte man den såkaldte trylleformel (Zauberformel) (se politik-afsnittet), som gav regeringen en unik arbejdsro til at gennemføre en langsigtet politik, som har medført en lav arbejdsløshed og en jævn økonomisk vækst gennem det meste af efterkrigstiden.
I 1970'erne blev det schweiziske samfund mere liberalt og moderne. I 1971 fik kvinder stemmeret til føderal valg (men i Appenzell Innerrhoden fik kvinder ikke stemmeret før i 1990). Samtidig blev den stive ægteskabslovgivning blødt op, og fra 1981 garanterede et grundlovstillæg lige rettigheder for mænd og kvinder.
Den stærke schweiziske økonomi tiltrak mange immigranter i 1980'erne, blandt andet fra Jugoslavien og Tyrkiet, hvilket har givet en vis modstand mod indvandring i den schweiziske befolkning, og Schweizerische Volkspartei har opnået stor tilslutning bl.a. på grund af dette.

## Eksterne links
| Portal | Portal:Historie |

- Wikimedia Commons har flere filer relateret til Schweiz' historie
- 1911 Encyclopædia Britannica: Switzerland / History (Wikisource)
- Swiss Diplomatic Documents (DDS)
- History of Switzerland: Primary Documents